# 橋本岳
橋本 岳（はしもと がく、1974年〈昭和49年〉2月5日 - ）は、日本の政治家。
厚生労働副大臣（第4次安倍第2次改造内閣・第3次安倍第2次改造内閣）、厚生労働大臣政務官（第2次安倍改造内閣・第3次安倍内閣）、衆議院地域活性化・こども政策・デジタル社会形成に関する特別委員長、同地方創生に関する特別委員長、同厚生労働委員長、衆議院議員（5期）、自由民主党政務調査会厚生労働部会長、同外交部会長、同岡山県支部連合会会長などを歴任した。
五世祖父は実業家の渋沢栄一、曽祖父は大日本麦酒（現・サッポロビール）の常務を務めた橋本卯太郎、祖父は厚生大臣や文部大臣などを歴任した橋本龍伍、父は第82・83代内閣総理大臣の橋本龍太郎。また、母方の曾祖父に加納久朗、中村貫之がいる。

## 来歴
岡山県総社市出身（現住所は倉敷市西中新田）。後に内閣総理大臣となる橋本龍太郎の次男として出生。総社市立常盤小学校、学校法人関西学園岡山中学校・高等学校卒業。1996年3月、慶應義塾大学環境情報学部人間環境コース卒業。1998年3月、慶應義塾大学大学院政策・メディア研究科修士課程修了。修士論文は『地方自治体による「電子地域コミュニティ」づくり ～現状把握と先進サイト事例研究』。大学時代は井下理の下で社会調査法、金子郁容の下で電子会議室による住民参画の実践、三菱総研（MRI）時代には村井純のインターネット技術などを学ぶ。
1998年4月、三菱総合研究所入社。2004年7月、静岡大学情報学部情報学研究推進室客員助教授に就任。
2005年8月、情報社会政策研究チームの研究員を務めていた、三菱総合研究所を退社。同年9月、第44回衆議院議員総選挙に父・龍太郎の地盤を継ぎ岡山4区より出馬したが、民主党の柚木道義に敗れ、比例中国ブロックで復活当選。
2009年8月、第45回衆議院議員総選挙では岡山4区で柚木に敗れ、比例復活もできずに落選した。
2012年12月、第46回衆議院議員総選挙で岡山4区に出馬、柚木を破り、小選挙区で初当選（2選目、柚木も比例復活で当選）。
2014年9月、厚生労働大臣政務官に就任。同年12月、第47回衆議院議員総選挙で岡山4区に出馬、再び柚木を破り、3選（柚木も比例復活で当選）。2015年10月、自由民主党外交部会長に就任。2016年8月、厚生労働副大臣に就任。2017年8月、自由民主党厚生労働部会長に就任。
2017年10月、第48回衆議院議員総選挙で岡山4区に出馬、希望の党に移った柚木を破り、4選（柚木も比例復活で当選）。2019年9月、厚生労働副大臣に再度就任。
2021年10月31日に行われた第49回衆議院議員総選挙岡山4区に出馬、立憲民主党所属となった柚木を破り、5選（柚木も比例復活で当選）。
2024年9月12日、自民党総裁選挙が告示され、旧茂木派からは会長の茂木敏充と加藤勝信の2人が立候補した。橋本は加藤の選対責任者を務めるとともに推薦人に名を連ねた。石破茂、高市早苗、小泉進次郎の3人が競り合う構図が固まった終盤、党副総裁の麻生太郎は9月25日に茂木と「反石破」での連携を確認し、茂木派議員の一部も取り込んだ。
9月27日総裁選執行。高市が得票数1位で決選投票へ進むも、岸田文雄首相の後押しを受けた石破に敗れた。橋本は1回目の投票では加藤に投じ、決選投票については、山陽新聞の取材に対し、投票先を公表しなかった。
同年10月27日に行われた第50回衆議院議員総選挙で岡山4区に出馬したが、柚木に小選挙区で敗れ、比例中国ブロックでの自民党の当選者5人に対し重複立候補者は同率5位であったため、惜敗率84.5％であったが落選した。

## 政策・主張・活動

### 厚生労働政策

#### 特定疾患について
特定疾患について、雑誌PNHの取材で、当時の厚生労働省の改正案は「いまよりも負担額の大きいもの」であったと批判したうえで、障碍者の支援と難病の医療費助成を「同等」にすることが重要だと述べた。従来の制度よりも負担額が大きくなる人がいることを認めた上で「心の痛むところ」としたものの「全体の財源の中で対象を拡充することをまず優先」としている。

#### 働き方改革について
週刊社会保障の2016年10月のインタビューで、社会保障制度への基本的な考えとして「日本の将来の人口動態をみると、現在の制度をそのまま持続させるのは困難」であるとして「必要な方に必要な給付を行うことを前提」としつつ「給付のあり方を見直す」としている。見直しの方法として「公平な負担」「給付と負担の両面にわたって不断の見直し」が必要だとした。その課題として「生産年齢人口の減少」をあげ、「女性や高齢者も活躍できる社会」として「一億総活躍社会」を目指すとしている。労働分野に対する認識として「長時間労働の是正や同一労働同一賃金」がアベノミクスで示されているとした一方で、「改革が必要」と、十分に浸透していないという認識を示した。具体的に「30代～40代の男性会社員の残業が非常に多い」とした上で「その人口がどんどん減少している」と述べ、その一方で「子育て中の女性や介護をしている方、障害をお持ちの方、ご高齢の方など」が「社会で活躍したい」としているとして「猛烈に働く方だけが正社員になれて給与が高い」「そうでない方は正社員になれず給与も低い」ことが「この格差が日本の問題だ」としている。

#### 無年金解消について
週刊社会保障の2016年10月のインタビューで、無年金問題に関して「受給資格を25年から10年に減らす」という案を示した。

#### 労働災害ゼロに向けて
2016年10月、厚生労働省が掲げている「第12次労働災害防止計画」の目標達成の状況把握のため、厚生労働副大臣として、埼玉県さいたま市緑区美園にある「ロジスクウェア浦和美園」の工事現場を訪問した。この工事現場は”新規入場時教育の強化””声かけ運動””優良労働者の表彰””パトロール強化”などを行い、安全管理や環境対策を進めている現場である。現場を訪問した橋本は「現場を実際見て、安全管理がしっかり行われていると感じた」と述べ「高所作業の安全管理、作業者同士のコミュニケーション、作業員一人ひとりの安全意識の3点を徹底することが重要だと考える」としたうえで「これらを意識し、今後も作業労働災害ゼロも目指してほしい」とした。また別のインタビューでは「労働安全を守ることに心を砕いていただき感銘を受けた」「引き続き無災害を続け、安全第一で日本の発展にこれからも力を尽くしていただきたい」と述べた。

#### 健康増進法改正
受動喫煙防止を目的に飲食店などの建物内を原則禁煙とする健康増進法改正に賛成。

### アベノミクスへの評価
平成25年月発行の医療専門誌(VISIONと戦略）の取材で、アベノミクスの医療・介護業界絵の影響に対して、アベノミクスの3本の矢は「税と社会保障の一体改革を行うための土台作り」と評価した。橋本は、税や保険制度を支えているのは「基本的に働く人たち」としたうえで「その人たちがしっかり働ける社会があってこそ社会保障は成り立つ」としている。橋本はアベノミクスを「デフレ脱却」の効果を評価したうえで「お金は降ってわいてこない」ので、社会保障改革をおざなりにしているアベノミクスという批判にたいして「経済を取り戻すことを先に行う」ことで社会保障を充実させるという考えを明らかにした。そのうえで、経済が「ブリがつく（岡山弁で勢いがつくという意味）」ことで戦略的な市場創造プランの中に「健康寿命の延伸がある」と説明した。健康寿命の延伸については「①効果的な予防サービスや健康管理の充実」によって健やかに生活することを保障したうえで「②医療関連産業の活性化」で必要な世界最先端医療が受けられる社会の実現」をし「③良質な医療介護へのアクセスによる速やかな社会復帰」が目標だ、とした。

### ネット選挙について
日本ベリサインの取材において、ネット選挙に対して「ネット選挙は原則自由であるべき」と回答している。また現在の公職選挙法で規制されている電子メールについても「公平であり、かつ有権者にとって迷惑にならない範囲であれば解禁すべき」とネット選挙の全面解禁を支持する回答をしている。ただし、なりすましができる現在の電子メールの欠点について「送信元を保証するメールで絵の電子署名は今後重要」と、セキュリティ面についての懸念を示した。政治家のネット利用については「公式ホームページはパンフレット」として「この公式ページからフェイスブック、ツイッター、ブログにリンクしていることで（中略）、正しいものとわかる」としている。使い分けとして、フェイスブックは日々の活動の投稿、ツイッターはその伝達手段として活用しているとしている。

### 外交・安全保障
外交や安全保障について、2015年7月31日の山陽新聞のインタビューで、岡山県連代表としてインタビューを受けた。橋本は集団的自衛権の国会議論について「特別委員会で116時間審議し、地方公聴会、参考人質疑もあり、充実していた」と一定の評価をしたうえで「必ずしも国民の理解は進んでいない」と苦言を呈した。そのうえで「日本の新しい安全保障の考えとして、国会での説明にとどまらず、正しく理解してもらう努力を続けなければならない」としている。また同紙のインタビューの続きとして、中国の脅威を挙げ、尖閣諸島への中国公船の侵入や、南シナ海での埋め立てなどに対して「様々な安全環境の変化がある」としたうえで「日本は石油や食料を輸入に頼り、海外に出かける国民も増えた。日本だけ守れば国民の生活が守られる状況ではない」と危機感を表した。これに対しての国民の理解については「国民にも理解を得られると考えている」として「法案によって自衛隊のできる　活動が増え、我が国の平和と安全が守られることをわかっていただくことが大事だ」と国民の理解が必要だという考えを述べた。さらに集団的自衛権については「日本の存立が脅かされ、国民の生命、自由、幸福追求の権利が根底から覆される明白な危険があるという大前提の下」としたうえで「あくまでも自衛の権利に基づく9条の範囲だ」とした。

### その他の政策
- 選択的夫婦別姓制度導入に反対[38]。
- 同性婚の制度化に反対[38]。
- 女性宮家の創設には反対の立場を取る[39]。
- 憲法9条の改正に賛成[38]。
- 集団的自衛権の行使に賛成[40]。
- アベノミクスを評価する[40]。
- 原発は日本に当面は必要だが、将来的には廃止すべき[38]。
- 村山談話・河野談話を見直すべきでない[40]。
- 特定秘密保護法は日本に必要だ[40]。
- ヘイトスピーチを法律で規制することに反対[40]。
- 日本の核武装については、今後の国際情勢によっては検討すべきとしている[39]。
- 一般用医薬品のインターネット販売解禁には反対の立場を取る。2013年6月7日には、「衆院選の総合政策集で一般薬の安易な解禁は行わないと記述したのを覆すのか。自民党はいつから（産業競争力会議メンバーの）三木谷浩史楽天会長のポチになったのか」と非難した[41]。
- 永住外国人への地方選挙権付与に反対[42]。
- 国会議員の被選挙権年齢引き下げに賛成[38]。

## 国政運営について

### 国政について
2015年の山陽新聞のインタビューにおいて、与党が2/3以上の議席を占めたことについて「アベノミクスをはじめとする政策」の継続を有権者が望んたとしたうえで、投票率が低いことを「投票に行かなかった有権者の思い」も受け止め、「謙虚に国政を運営しなくてはならない」としている。さらに同インタビューでは、消費増税が延期されたことについて「財源を確保するため、年金額が低い一人暮らし世帯への支援を先送り」せざるを得ないなど、現実的な対応が必要だという考えを明らかにした。

### 地方創生について
2015年の山陽新聞のインタビューにおいて厚生労働政務官に再任されたことをうけて「厚生労働省は医療や介護や子育て、労働など人口政策の中で重要な分野を受け持っている」と地方創生に厚生労働政策が関与しているという考えを明らかにしたうえで「各省庁の縦割りを排除して、主体的に取り組む」という意欲を見せた。具体的には「社会保障政策と相乗効果」を狙うとしている。

## マスメディアによる評価

### 日本経済新聞による評価
日本経済新聞は、2015年3月20日の記事において、稲田朋美、平将明、木原誠二などと並び、橋本を「頭角を現した小泉チルドレン」（2005年初当選組）の1人として紹介している。日経新聞は同記事において橋本を、父の「龍太郎氏と同様に厚生労働行政に詳しい」としたうえで「医薬品のインターネット販売での解禁で、慎重の論陣を張った」としている。厚生労働族の有力議員の言葉として「次世代の仕切り役として期待」と評した。

## 世界平和統一家庭連合（旧・統一教会）との関係
- 世界平和統一家庭連合（旧・統一教会）の選挙支援を受けたことがある。選挙で電話作戦に参加された[45]。
- 2018年にジップアリーナで行われた世界平和統一家庭連合の関連イベントに祝電を送った[45]。
  - 2018年にジップアリーナ岡山で開催された『復興記念・2018孝情文化ピースフェスティバル in OKAYAMA』に祝電を送ったことは当時から報道されていた[46]。

## 選挙歴
| 当落 | 選挙                   | 執行日         | 年齢 | 選挙区      | 政党       | 得票数    | 得票率 | 定数 | 得票順位 /候補者数 | 政党内比例順位 /政党当選者数 |
| ---- | ---------------------- | -------------- | ---- | ----------- | ---------- | --------- | ------ | ---- | ------------------ | ---------------------------- |
| 比当 | 第44回衆議院議員総選挙 | 2005年09月11日 | 31   | 岡山県第4区 | 自由民主党 | 9万6356票 | 44.65% | 11   | 2/3                | 5/5                          |
| 落   | 第45回衆議院議員総選挙 | 2009年08月30日 | 35   | 岡山県第4区 | 自由民主党 | 9万7284票 | 41.30% | 1    | 2/3                | 9/4                          |
| 当   | 第46回衆議院議員総選挙 | 2012年12月16日 | 38   | 岡山県第4区 | 自由民主党 | 9万1155票 | 46.42% | 1    | 1/4                | /                            |
| 当   | 第47回衆議院議員総選挙 | 2014年12月14日 | 40   | 岡山県第4区 | 自由民主党 | 9万1189票 | 50.62% | 1    | 1/3                | /                            |
| 当   | 第48回衆議院議員総選挙 | 2017年10月22日 | 43   | 岡山県第4区 | 自由民主党 | 9万3172票 | 51.95% | 1    | 1/3                | /                            |
| 当   | 第49回衆議院議員総選挙 | 2021年10月31日 | 47   | 岡山県第4区 | 自由民主党 | 8万9052票 | 49.73% | 1    | 1/3                | /                            |
| 落   | 第50回衆議院議員総選挙 | 2024年10月27日 | 50   | 岡山県第4区 | 自由民主党 | 7万5400票 | 42.55% | 1    | 2/3                | 7/5                          |

## 所属団体・議員連盟
- 一般社団法人 LGBT理解増進会 (顧問)
- 中小企業の生産性革命を実現する議員連盟　会長
- 顧みられない熱帯病（NTDｓ）を根絶する議員連盟　副会長
- 医師養成の家庭から医師偏在・潜在是正を求める議員連盟　副会長
- 中国横断自動車道岡山米子線全線4車線化の早期実現を目指す国会議員の会　幹事長
- 国道２号岡山バイパスの渋滞対策を早期に実現する国会議員連盟　幹事長
- 自民党ケアラー議員連盟　幹事長
- リハビリテーションを考える議員連盟　幹事長
- 歯科技工士に関する制度推進議員連盟　幹事長
- 臨床工学技士の資質向上を求める議員連盟　幹事長
- 山田方谷の志に学ぶ国会議員連盟　幹事長
- DFD研究会　幹事長
- セルフメディケーション推進勉強会　幹事長代理
- 異状死死因究明制度の確立を目指す議員連盟　事務局長
- 医薬品のネット販売に関する議員連盟　事務局長
- ケーブルテレビ議員連盟　事務局長
- 法曹養成と法曹人口を考える国会議員の会　事務局長
- 地域包括ケアシステム・介護推進議員連盟　事務局長
- 地域共生社会推進に向けての福祉専門職支援議員連盟　事務局長
- 生活衛生議員連盟　事務局次長（庶務）
- 自民党たばこ議員連盟[47]
- 日中友好議員連盟
- 日本会議国会議員懇談会[48]
- 神道政治連盟国会議員懇談会[48]
- みんなで靖国神社に参拝する国会議員の会[48]

本人公式サイトより

## 家族・親族

### 橋本家
（岡山県総社市・倉敷市、東京都渋谷区・港区）
実家
- 祖父・龍伍（官僚、政治家）

左から叔父・大二郎、祖父・龍伍、父の継母・正、父・龍太郎
（昭和31年、撮影）

- 実祖母・春子（埼玉県、官僚・弁護士大野緑一郎（元警視総監、朝鮮総督府政務総監）の長女）
- 継祖母・正（兵庫県、官僚・政治家若宮貞夫の四女）
- 叔父・大二郎（政治家）
- 父・龍太郎（政治家・元首相）[51]
- 母・久美子（実業家・渋沢栄一の玄孫。元不二音響社長中村久次の長女）
- 兄・龍[52]
- 姉妹・井上寛子[53]
- 姉妹・厚子[54][55]
- 姉妹・旦子[56]

自家
- 後妻・自見英子、子供4人[57]（2男[58]2女[59]、母は前妻[58]）（離婚歴あり)

### 系譜
| 橋本岳 | 父: 橋本龍太郎 | 祖父: 橋本龍伍 | 曾祖父: 橋本卯太郎 |
| 橋本岳 | 父: 橋本龍太郎 | 祖父: 橋本龍伍 | 曾祖母: 橋本真都   |
| 橋本岳 | 父: 橋本龍太郎 | 祖母: 橋本春子 | 曾祖父: 大野緑一郎 |
| 橋本岳 | 父: 橋本龍太郎 | 祖母: 橋本春子 | 曾祖母: 大野テル   |
| 橋本岳 | 母: 橋本久美子 | 祖父: 中村久次 | 曾祖父: 加納久朗   |
| 橋本岳 | 母: 橋本久美子 | 祖父: 中村久次 | 曾祖母: 加納多津   |
| 橋本岳 | 母: 橋本久美子 | 祖母: 中村妙子 | 曾祖父: 中村貫之   |
| 橋本岳 | 母: 橋本久美子 | 祖母: 中村妙子 | 曾祖母: 中村八重子 |

- 母方の五世祖父
  - 伊藤軍兵衛（松本藩士）
  - 阪谷朗廬（漢学者、儒学者）
  - 渋沢栄一（実業家）
- 母方の高祖父
  - 加納久宜（一宮藩第4代藩主、政治家）
  - 中村雄次郎（軍人、政治家）
  - 阪谷芳郎（政治家）

## 不祥事
- 2020年2月18日から20日にかけて、新型コロナウイルス感染症の感染が起きたダイヤモンド・プリンセス号の中に入った神戸大学感染症内科教授の岩田健太郎は告発動画をYouTubeで公開。「どこが危なくてどこが危なくないのか全く区別がつかない」と当局の処置を批判した。厚生労働副大臣として対応に当たっていた橋本は反論するため、2月20日午前11時頃、船内写真をTwitterに投稿。橋本は部屋の入口の左側の扉付近に黒い文字で「清潔ルート」と、右側の扉付近に赤い文字で「不潔ルート」と書かれた紙が貼られている光景を撮影し、「現地はこんな感じ。画像では字が読みにくいですが、左手が清潔ルート、右側が不潔ルートです」と説明した。これに対し、グリーンゾーンとレッドゾーンとの区分けができていないのではないかとの疑念と批判の声が各方面から上がり、橋本は当該ツイートを同日午後1時頃に削除した[60][61][62]。
- 2020年7月29日、週刊文春電子版は、既婚者である橋本が厚生労働大臣政務官の自見英子と不倫関係に陥り、連日夕刻に退庁後、デートを重ねていると報じた。東京都のコロナ新規感染者が293人と過去最高（当時）となった同年7月17日の夜、橋本が自見の住む参議院麹町宿舎を訪れ、翌朝午前4時近くまで約7時間にわたって滞在していたことも明らかとなった[63]。この報道を受けて、菅義偉官房長官は7月30日の記者会見で、加藤勝信厚労相が同日までに2人に注意をしたと述べた[64]。

同年8月19日、小川淳也は衆議院厚労委員会で橋本に事実関係の説明を求めたが、橋本は答弁を拒否した。自見も質問を受けたが、橋本とほぼ同内容の答弁に終始した。同年8月20日、石橋通宏は参議院厚労委員会で橋本と同伴で現場視察の公務を行う回数の多さを指摘した。翌年12月29日に橋本は自見と再婚した（自見は初婚）。

## 著書

### 寄稿
- 自民党国家戦略本部 編『日本未来図2030』、日経BP社、2014年12月、ISBN 4822225194